# ×Degarmoara
Дегармоара (лат. ×Degarmoara) — гибридный род семейства Орхидные.
Образован путём скрещивания растений, относящихся к подсемейству Эпидендровые: ×Degarmoara = Brassia × Miltonia × Odontoglossum.
Род популярен в комнатном цветоводстве.
Аббревиатура названия рода — Dgmra.
Род не имеет устоявшегося русского названия, в русскоязычных источниках обычно используется научное название Degarmoara.
Через крупные торговые сети продаётся под коммерческим названием Cambria.

## Морфологическое описание
Симподиальные растения средних размеров.
Псевдобульбы 6—8 см длиной, вытянуто-яйцевидной формы, слегка уплощённые. Листья ланцетовидные.
Цветоносы многоцветковые, прямостоячие, со временем поникающие. Цветоносы, как правило, появляются на ещё не полностью сформировавшихся псевдобульбах. Цветки до 10 см в диаметре, разнообразны по форме и окраске. Некоторые грексы обладают приятным сильным ароматом. Цветёт в любое время года, по мере вызревания новых побегов.

## В культуре
Температурная группа — умеренная.
Посадка в корзинку для эпифитов, пластиковый или керамический горшок.
Субстрат — смесь сосновой коры средней фракции (кусочки от 0,5 до 1,0 см), перлита и торфа. Субстрат после полива должен почти полностью просыхать.
Относительная влажность воздуха 40—70 %.
Период покоя выражен слабо, с осени по весну.
Растения светолюбивы, активно цветут только при наличии яркого рассеянного света. В условиях квартир культивируют на окнах западной и восточной ориентации.

## Популярныегрексыиклоны
- Degarmoara Flying High — Miltassia Jet Setter × Odontoglossum McNabianum
- Degarmoara Skywalker 'Red Star' — Miltassia Erachne × Otoglossum brevifolium (syn. Odontoglossum brevifolium)
- Degarmoara Winter Wonderland 'White Fairy' — Miltassia Cartagena × Odm. Gledhow

По данным The International Orchid Register:
- Degarmoara Everglades Dark Star — Dgmra. Hani × Milt. Darth Vader, Everglades 2008

## Грексыс участиемDegarmoara
По данным The International Orchid Register:
- Bakerara Jamie Pitts — Oncidium maculatum × Dgmra. Color Play, Woodland 2001
- Bakerara Billy — Dgmra. Everglades Sunshine × Oncidium tigrinum, OrchidWorks (B.Baker) 2002
- Bakerara Hwuluduen Flying — Bak. (Dgmra.) Flying High × Oncidium tigrinum, Hwuluduen Orch. 2006
- Bakerara Samurai — Dgmra. Hani × Oncidium schroederianum, Mauna Kea Orch. 2006
- Beallara Pluto’s Drummer — Dgmra. Pluto × Oda. Drummer Joe, H.Rohrl 2001
- Beallara Patricia McCully — Dgmra. Winter Wonderland × Oda. Saint Wood, OrchidWorks 2002
- Beallara Matthias — Oda. Robert Dugger × Dgmra. Hani, Okika (Robert Hamilton) 2006
- Beallara S. y N. Emilia Sofia — Bak. (Dgmra.) Flying High × Oncidium varicosum, N.Caneva 2008
- Beallara Intemperance — Oda. Helen Perlite × Dgmra. Winter Wonderland, Okika 2009
- Goodaleara Remembrance — Dgmra. Pluto × Wils. Palomar Peak, H.Rohrl 2000
- Goodaleara Hwuluduen Sunshine — Bak. (Dgmra.) Flying High × Wils. Bonne Nuit, Hwuluduen Orch. 2006